# Германский железный век
Германский железный век, ГЖВ, по классификации О. Монтелиуса — период в развитии Северной Европы (400—800 гг. н. э.), когда в результате упадка Западной Римской империи германские племена оказались вовлечены в процесс Великого переселения народов. ГЖВ является продолжением римского железного века и знаменуется возникновением большого числа германских королевств. На территории Скандинавии за германским железным веком следует эпоха викингов.
Делится на ранний и поздний периоды. На территории Швеции поздний германский железный век (550—800) известен как Вендельский период, а в Норвегии — как эпоха Меровингов.
В последние десятилетия Римской империи в Скандинавию хлынул поток золота. Поэтому для германского железного века характерно большое количество и разнообразие золотых изделий. Золото использовалось для инкрустации ножен и для брактеатов.
Однако после исчезновения Западной Римской империи золото вновь стало редким, и скандинавы стали изготавливать ювелирные предметы из позолоченной бронзы, с украшениями в характерном для Скандинавии стиле в виде переплетённых животных. Анатомически довольно реалистичные изображения животных, характерные для раннего ГЖВ, в позднем ГЖВ развиваются в довольно замысловатые формы с переплетёнными конечностями; этот стиль продолжается и в эпоху викингов.